# 조 레갈부토

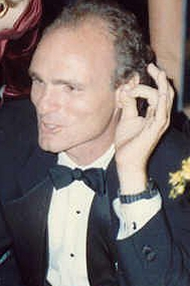

조 레갈부토(Joe Regalbuto, 1949년 8월 24일 ~ )는 미국의 텔레비전 감독, 배우이다.
브루클린에서 태어났다.

## 출연 작품
- 넥스트 스톱 머더 (2010년) - 워렌 역
- 와인 미라클 (2008년)
- 모킹버드 돈 싱 (2001년)
- 육체의 행로 (1995년)
- 공포의 붉은 리본 (1991년)
- 리오나 (1990년)
- FBI의 대부 후버 (1987년)
- 시실리안 (1987년)
- 검은 독수리 (1986년)
- 고릴라 (1986년)
- 검은 독수리 (1985년)
- 인비테이션 투 헬 (1984년) - 톰 피터슨 역
- 에너미라인 (1984년) - 피터 브리즈 역
- 디아더 우먼 (1983년)
- 이중 함정 (1983년)
- 사랑의 시간 (1982년) - 밥 크로더 역
- 고독한 방랑자 (1982년)
- 의문의 실종 (1982년)
- 스워드 (1982년)
- 스키조이드 (1980년)
- 굿바이 걸 (1977년)

### 텔레비전
- 프렌즈 (1994년)
- 우리 가족 마법사 - 시리즈 (2007년)
- 매그넘 P.I. (1980년)
- 낫츠 랜딩 (1979년)
- 머피 브라운 (1988년)
- 조지 로페즈 (2002년)
- 스마트 가이 (1997년)
- 독수리 특공작전 (1985년)